# عبد الوهاب بن عياد
عبد الوهاب بن عياد (8 أبريل 1938 - 4 أبريل 2019) هو رجل أعمال تونسي ومؤسس مجموعة بولينا القابضة والرئيس المدير العام السابق لها.

## النشأة والمسيرة
ولد عبد الوهاب بن عياد في مدينة صفاقس. وحاز على شهادة في الهندسة الفلاحية من تولوز بفرنسا ثم عمل موظفا بوزارة الفلاحة حتى أصبح رئيس مخبر الكيمياء في 1965. استقال بعد ذلك من وظيفته احتجاجا على السياسة الاشتراكية للدولة في الستينات ليصبح رجل أعمال. أسس في 14 جويلية 1967 مزرعة دجاج بمساعدة مالية من أبيه برأس مال يبلغ 15 ألف دينار. وكان ذلك المشروع نواة مجموعة بولينا القابضة التي يناهز رأس مالها 900 مليون دينار في 2010.

## الوفاة
توفى عبد الوهاب بن عياد في 4 أبريل 2019.